# أغسطس ك. فرينش
أغسطس ك. فرينش (بالإنجليزية: Augustus C. French)‏ هو محامي وسياسي أمريكي، ولد في 2 أغسطس 1808 بهيل في الولايات المتحدة، وتوفي في 4 سبتمبر 1864 بلبنان في الولايات المتحدة. حزبياً، نشط في الحزب الديمقراطي. وقد انتخب عضو مجلس نواب إلينوي وانتخب حاكم إلينوي ‏ (9 ديسمبر 1846 – 10 يناير 1853).